# Cepora celebensis
Cepora celebensis är en fjärilsart som beskrevs av Rothschild 1892. Cepora celebensis ingår i släktet Cepora och familjen vitfjärilar. Inga underarter finns listade i Catalogue of Life.